# Accelerationen
Accelerationen-Walzer (Valzer delle Accelerazioni) op. 234, è un valzer di Johann Strauss (figlio).
Eduard Hanslick osservò che il giovane Johann Strauss scrisse per il ballo degli studenti di ingegneria dell'Università di Vienna, tenutosi nella Sofienbad-Saal durante il giorno di san Valentino del 1860.
La scelta del titolo del nuovo valzer, Accelerationen, prese spunto dai termini tecnici utilizzati nell'ingegneria, e l'introduzione del valzer, ricorda efficacemente l'accensione di una potente macchina.
Il lavoro fu oggetto di un aneddoto ripreso poi in più biografie di Strauss scritte da Rudolph Freiherr von Procházka (1900), Erich Wilhelm Engel (1911) e Ernst Decsey (1922).
Secondo la storia, alle prime ore del 14 febbraio 1860 uno stremato Johann Strauss, dopo aver diretto per tutta la notte alla Sofienbad-Saal, si rilassò bevendo un bel bicchiere di vino. Un membro del comitato gli si avvicinò, e gli domandò se avesse già completato il valzer che aveva promesso per il ballo che si sarebbe tenuto in quella serata.
Rendendosi conto di aver del tutto trascurato la questione, Strauss ebbe appena mezz'ora per comporre e annotare il valzer...sul retro di un menù.
Quando questo racconto giunse all'attenzione di Strauss, durante gli ultimi anni della sua vita, lo negò.